# Lao Silesu
Stanislao Silesu dit, entre autres, Lao Silesu ou Leo Silesu, est un compositeur italien né le 5 juillet 1883 à Samassi en Sardaigne et mort le 9 juillet 1953 à Paris.

## Sa personnalité
Surnommé « le Roi de la Mélodie » par Édouard VIII, il charmait le public du début du XXe siècle. Lao Silesu, dit le « pianiste orchestre », soulevait l’enthousiasme dans les salles de concert et les théâtres de toute l’Europe avec ses mélodies souvent exécutées par lui-même au piano. 
Puccini, Ravel, de Falla, Debussy et Massenet connaissaient le compositeur et appréciaient ses œuvres. Enrico Caruso enregistra quelques-unes de ses plus belles mélodies et de nos jours encore, des artistes de renommée internationale comme Giuseppe di Stefano se plaisent à chanter des morceaux de Lao Silesu.
Le compositeur fut célèbre dans le monde entier, en particulier à la Belle Époque, où ses airs comptaient parmi les plus exécutées. Benny Goodman, Frank Sinatra et Richard Tauber inclurent des airs de Silesu dans leur répertoire et nombreux sont les mélomanes qui ont aimé ses compositions sans même connaître le nom de leur auteur.
« Un peu d’amour », dédiée à la Baronne de Marçais (fille de Charles-Ernest Paulmier), fit le tour du monde et fut utilisé à plusieurs reprises comme musique de film. Cependant « les joyaux qui ornent le génie heureux de Silesu » pour citer Puccini pourtant avare en compliments, sont de nature très variée. L’œuvre musicale de Lao Silesu est en effet très diversifiée et comporte aussi bien des compositions « classiques » que des morceaux plus « populaires ». Les archives nous livrent sérénades, chansons, opérettes, comédies musicales, mais aussi valses, nocturnes, sonates, préludes et autres morceaux pour piano ainsi que des compositions pour orchestre, opéras et un « Carmen saecolare » pour Soli, Chœurs et orchestre.

## Sa vie
Lao Silesu était issu d’une famille de musiciens. Son père Luigi, comme tous ses ancêtres, était l’organiste de la cathédrale d’Iglesias, une petite ville au sud de la Sardaigne. Grâce à lui, le petit Lao fut initié très tôt à la musique. À dix ans, l’enfant prodige donnait ses premiers concerts et trois ans plus tard, il composait les premières sérénades et chansons. Il écrivit par la suite une première comédie musicale et d’autres œuvres de jeunesse et remplaçait rapidement son père à la cathédrale où il improvisait de la musique sacrée. 
Silesu poursuivit sa formation au conservatoire Giuseppe Verdi de Milan puis à Paris avec Vincent d’Indy. C’est dans la capitale française qu’il finira par s’installer pour y passer le restant de sa vie. En dépit des nombreuses années passées loin de son pays natal, il garda toute sa vie durant le caractère fermé des Sardes et la nostalgie de son île natale. Son œuvre est d’ailleurs très marquée par ses origines. En effet, parmi ses compositions figurent une « Rhapsodie sarde » et « Astore », opéra inspiré d’un conte de l’écrivain sarde Grazia Deledda qui fut Prix Nobel de Littérature en 1926. Depuis sa première représentation, en 1958 à Rome, cet opéra est considéré comme la « Cavalleria Rusticana » sarde.
De son vivant, Lao Silesu a refusé de publier bon nombre de ses œuvres symphoniques, aussi beaucoup sont-elles restées dans l’oubli total pendant des décennies.
Ce n’est que depuis les années 1980 que l’on assiste à une remise en valeur des œuvres de Lao Silesu au travers d’enregistrements, concerts, et publications.

## Discographie
- Piano Works. Roberto Piana, pianoforte. Editoriale Documenta (2009)
- Symphonic Works. Roberto Piana, pianoforte - Alberto Peyretti, direttore. Inedita Edizioni (2003)
- Opere per pianoforte. Roberto Piana, pianoforte. Piana Editore (1999)
- Rhapsodie Sarde et d'autres œuvres symphoniques, Éditions Européennes (1989)
- Concerto pour Piano et Orchestre, Éditions Européennes (1988)
- Un peu d'amour. Tino Rossi (1954)
- A Little Love, A Little Kiss. John McCormack. The Acoustic Victor and HMV Recordings (1912-14)

## Littérature
- Jens Peter Roeber : Rapsodia sarda ; Monographie sur la vie et l'œuvre du compositeur sarde Lao Silesu. Cagliari, Collezione Castello, 1990.
- Roberto Piana: Lao Silesu; impressioni di Sardegna. Sassari, Magnum-Edizioni, 2005.
- Roberto Piana: Lao Silesu; un sardo a Parigi. Cargeghe, Documenta Edizioni, 2007.